# Ludivine Sagnier
Ludivine Sagnier (La Celle-Saint-Cloud, Yvelines, 3 de julio de 1979) es una actriz y modelo francesa.

## Biografía
Desde muy corta edad se dedicó a la actuación. En 1994 Ludivine Sagnier entró en el Conservatorio de Arte Dramático de Versalles y ganó un primer premio en el concurso de música clásica. En 1999 interpretó su primer papel protagonista en Gouttes d'eau sur pierres brûlantes y en el 2002 interpreta el papel de Catherine en 8 mujeres (8 femmes) de François Ozon. En 2003 obtiene el Premio Romy Schneider y Jean Gabin.
Ludivine Sagnier realizó el papel del hada "Campanilla" en la película Peter Pan de P. J. Hogan. Con ocasión del Festival de Cinematografía Franco-Mexicano, Ludivine Sagnier estuvo en México para presentar la cinta La Piscine (Juegos Perversos, Swimming Pool). En 2016 encarnó a la devota Esther en la serie The Young Pope de Paolo Sorrentino.

## Filmografía
- 2001
  - Ma femme est une actrice de Yvan Attal
  - Un jeu d'enfants de Laurent Tuel
  - Bon plan de Jérôme Lévy
  - Gouttes d'eau sur pierres brûlantes de François Ozon
  - La banquise (TV)
- 2002
  - 8 mujeres de François Ozon
- 2003
  - Peter Pan de P. J. Hogan
  - La Petite Lili de Claude Miller
  - Swimming Pool de François Ozon
  - Petites coupures de Pascal Bonitzer
- 2005
  - Foon
  - Une aventure de Xavier Giannoli
- 2006
  - Paris, je t'aime
  - La Californie
  - Therese Raquin
- 2007
  - Un secret
  - La fille coupée en deux
  - Canciones de amor
  - Molière
- 2008
  - L'Ennemi public n° 1
- 2011
  - Les Bien-aimés
  - The devil’s double
- 2013
  - Amour et turbulences d'Alexandre Castagnetti - Julie
- 2014
  - Tristesse Club de Vincent Mariette - Chloé
  - Lou !: Journal infime de Julien Neel - Emma
- 2015
  - La Résistance de l'air de Fred Grivois - Delphine
- 2016
  - The Young Pope de Paolo Sorrentino
- 2021-2023
  - Lupin Dans l'ombre d'Arsène de George Kay y François Uzan